# Harris Company
The Harris Company was een detailhandelsbedrijf, gevestigd in San Bernardino, Californië, dat een warenhuisketen onder de naam Harris'  exploiteerde in Zuid-Californië. Philip, Arthur en Herman Harris – neven van Leopold Harris, die de kledingketen Harris & Frank uit Los Angeles oprichtte – begonnen het bedrijf in 1905 met een kleine textielwinkel, die uiteindelijk uitgroeide tot negen grote warenhuizen, met winkels in de county's San Bernardino, Riverside en Kern.
De keten werd in 1998 overgenomen door Gottschalks uit Fresno, Californië. Na de overname bleven enkele winkels onder de naam Harris Gottschalks opereren. In januari 2009 vroeg Gottschalks faillissement aan en op 31 maart werd aangekondigd dat alle winkels zouden worden geliquideerd. Alle oorspronkelijke Harris-winkels die nog open waren, werden in juli 2009 definitief gesloten.

## Geschiedenis

### Beginjaren
Philip, Arthur en Herman Harris waren neven van Leopold Harris, oprichter van wat ooit de grote keten Harris &amp; Frank in Los Angeles was. Philip en Herman hadden daar gewerkt. De drie broers begonnen Harris Company in 1905 met een kleine textielwinkel met een winkelpui van 7,6m op de begane grond van het Armory Building op Third Street 462, tussen D Street en E Street.
Philip en Herman sloten hun winkel White House op West 4th Street 103 in Santa Ana en brachten de voorraad naar San Bernardino. Arthur Harris trad in 1906 toe tot het bedrijf, nadat hij in de winkel van zijn zwager in Anaheim had gewerkt. Met $2.500 van Arthur verhuisde Harris Company naar de overkant van de straat. De broers Harris namen een ramenwasser en een tiental werknemers in dienst en groeiden uit tot de meest stijlvolle winkel in de stad. In 1907 openden ze een tweede verdieping om modeartikelen en confectiekleding onder te brengen. In 1907 kreeg Harris Company de eerste lift van San Bernardino. Ze openden een filiaal in Colton, maar zonder succes, en in 1908 een filiaal in Redlands, dat wel succesvol was. In 1915 werd het voormalige Cartwright's Dry Goods-gebouw in San Bernardino, waar ook een kledingwinkel was gevestigd, geannexeerd door de vlaggenschipwinkel. 

### Vlaggenschipwinkel
In 1919 kocht de onderneming percelen op de hoek van 3rd Street en E Street om een nieuwe, grotere winkel te bouwen. Deze winkel met drie verdiepingen plus een mezzanine, kelder en dakterras werd geopend op 7 november 1927. Er was een tearoom, lunchcounter, schoonheidssalon, kapperszaak, frisdrankautomaat, snoepgoedafdeling, papierwarenafdeling, een supermarkt genaamd Sage's Market en een restaurant, Café Madrid. De hoofdingang met een boog van Italiaans marmer was 9,8 meter hoog, terwijl het plafond in de lobby maar liefst 9,7 meter hoog was. De deuren waren gemaakt van gehamerd koper. De buitenkant van het gebouw was voorzien van afwisselend stenen en smeedijzeren sierhekwerk, met het wapen van Harris in het metselwerk gegoten. 

### Jaren 1930-1970
Het bedrijf overleefde de depressie door zorgvuldig om te gaan met de kosten en de zakelijke relaties. In de jaren 1940 en 1950 was de winkel beroemd om zijn levendige kerstetalages op E Street en zijn Kerstman. In 1947 werd de eerste roltrap in het Inland Empire in een winkel geplaatst bij Harris. Harris bleef zijn winkels in San Bernardino en Redlands uitbreiden en opende op 30 september 1957 een filiaal in het  Riverside Plaza.
Door middel van suburbanisatie wilde de stad San Bernardino het centrum nieuw leven inblazen. Eind jaren 1960 en begin jaren 1970 werden er in het kader van de herontwikkeling van Central City structurele veranderingen doorgevoerd in de vlaggenschipwinkel ter modernisering. Het werd de ankerwinkel in de nieuwe Central City Mall.

### Jaren 1980-2009
In 1981 nam de Spaanse warenhuisketen El Corte Inglés S.A. de negen winkels van Harris Company over, waaronder die in Bakersfield, Hemet, Indio, Moreno Valley, Palmdale, Redlands, Riverside, San Bernardino en Victorville. In 1997 investeerde de Harris Company $ 27 miljoen om zijn negen warenhuizen te moderniseren.
In 1998 werd de Harris Company overgenomen door Gottschalks en de winkels werden aanvankelijk omgedoopt tot Harris-Gottschalks. De meeste oorspronkelijke Harris-winkels lieten uiteindelijk de naam Harris vallen, met uitzondering van de vestigingen in Bakersfield, Indio en Moreno Valley, die onder de naam Harris-Gottschalks bleven opereren. De oorspronkelijke vlaggenschipwinkel in het centrum van San Bernardino sloot op 31 januari 1999. Nadat de winkel in het centrum van San Bernardino sloot, werd de winkel in Riverside met 19.600 m² de grootste winkel van de keten.
Op 14 januari 2009 diende Gottschalks een faillissementsaanvraag in. In maart 2009 maakte Gottschalks bekend dat het een groep bieders had verzameld om de keten te liquideren, als er vóór 30 maart nog steeds geen koper was gevonden. Op 31 maart kondigde Gottschalks aan dat het zijn resterende winkels zou liquideren en op 12 juli 2009 werden alle Gottschalks-winkels gesloten.

## Feestperiodes
Het oorspronkelijke Harris Company-warenhuis in het centrum van San Bernardino, grenzend aan de Carousel Mall, staat nog steeds bekend om de toenmalige prachtige kerst- en paasetalages. De familie zorgde ook voor weelderige kerstversieringen voor het warenhuis in Riverside en later voor andere winkels. De versiering bestond uit creatieve, geautomatiseerde etalages, die uitgroeiden tot een lokale traditie voor winkelend publiek. Dit bleef zo tot 1998, lang nadat de meeste andere winkels de uitbundigheid van de extravagante etalages hadden teruggeschroefd.

## Winkellocaties
Het oorspronkelijke Harris Company-gebouw was aan E Street in het centrum van San Bernardino. 
De grootste vestiging van Harris was die in het Riverside Plaza in Riverside, Californië met een oppervlakte van 19.000 m². Deze winkel was tevens de grootste winkel van de Gottschalks-keten. 